# 1968年グルノーブルオリンピックのアルペンスキー競技
1968年グルノーブルオリンピックのアルペンスキー競技（1968ねんグルノーブルオリンピックのアルペンスキーきょうぎ）は、1968年2月9日から2月17日までの競技日程で実施された。

## 概要
男女それぞれ3種目で争われた。男子種目では、フランスのジャン＝クロード・キリーが全種目で完全優勝を果たした。なお、今大会もアルペンスキー世界選手権を兼ねている。
男子回転ではカール・シュランツが2回合計でトップタイムを出したが、旗門不通過の疑いにより、裁定委員会で審議された結果、失格となった。二本目の競技でシュランツは観衆にじゃまされたため、旗門を通過しなかったと主張したが、裁定委員会はこれを認めなかった。
大会終了後、翌1969年4月、商業主義がオリンピックに持ち込まれることに強く反対の立場であるIOCのアベリー・ブランデージ会長からジャン＝クロード・キリー、ナンシー・グリーンの金メダル返還要求が国際スキー連盟に伝えられた。AFPによれば、ブランデージ会長は、「山をスキーですべり降りることが、世界で最も重要なスポーツだとは思われない」と述べたことが報道された。それに対して国際スキー連盟のマルク・ホドラー会長は、IOCとの決別も辞さないと語った。

## 競技結果

### 男子
| 種目       | 金                                      | 金        | 銀                                      | 銀        | 銅                                            | 銅        |
| ---------- | --------------------------------------- | --------- | --------------------------------------- | --------- | --------------------------------------------- | --------- |
| 男子滑降   | ジャン＝クロード・キリー フランス (FRA) | 1分59秒85 | ギー・ペリヤ フランス (FRA)             | 1分59秒93 | ジャン＝ダニエル・デートヴィラー スイス (SUI) | 2分00秒32 |
| 男子大回転 | ジャン＝クロード・キリー フランス (FRA) | 3分29秒28 | ヴィリー・ファーブル スイス (SUI)       | 3分31秒50 | ハイニ・メスナー オーストリア (AUT)           | 3分31秒83 |
| 男子回転   | ジャン＝クロード・キリー フランス (FRA) | 1分39秒73 | ヘルベルト・フーバー オーストリア (AUT) | 1分39秒82 | アルフレート・マット オーストリア (AUT)       | 1分40秒09 |

### 女子
| 種目       | 金                                  | 金        | 銀                                | 銀        | 銅                                      | 銅        |
| ---------- | ----------------------------------- | --------- | --------------------------------- | --------- | --------------------------------------- | --------- |
| 女子滑降   | オルガ・パール オーストリア (AUT)   | 1分40秒87 | イザベル・ミール フランス (FRA)   | 1分41秒33 | クリストゥル・ハース オーストリア (AUT) | 1分41秒41 |
| 女子大回転 | ナンシー・グリーン カナダ (CAN)     | 1分51秒97 | アニー・ファモーズ フランス (FRA) | 1分54秒61 | フェルナンド・ボシャテ スイス (SUI)     | 1分54秒74 |
| 女子回転   | マリエル・ゴワシェル フランス (FRA) | 1分25秒86 | ナンシー・グリーン カナダ (CAN)   | 1分26秒15 | アニー・ファモーズ フランス (FRA)       | 1分27秒89 |

## 各国メダル数
| 順 | 国・地域           | 金 | 銀 | 銅 | 計 |
| -- | ------------------ | -- | -- | -- | -- |
| 1  | フランス (FRA)     | 4  | 3  | 1  | 8  |
| 2  | オーストリア (AUT) | 1  | 1  | 3  | 5  |
| 3  | カナダ (CAN)       | 1  | 1  | 0  | 2  |
| 4  | スイス (SUI)       | 0  | 1  | 2  | 3  |